# Municipio de Palma Soriano
Municipio de Palma Soriano är en kommun i Kuba.   Den ligger i provinsen Provincia de Santiago de Cuba, i den sydöstra delen av landet, 700 km öster om huvudstaden Havanna. Antalet invånare är 124 585. Arean är 846 kvadratkilometer.
Terrängen i Municipio de Palma Soriano är kuperad åt sydost, men åt nordväst är den platt.